# Jorge Sanjinés

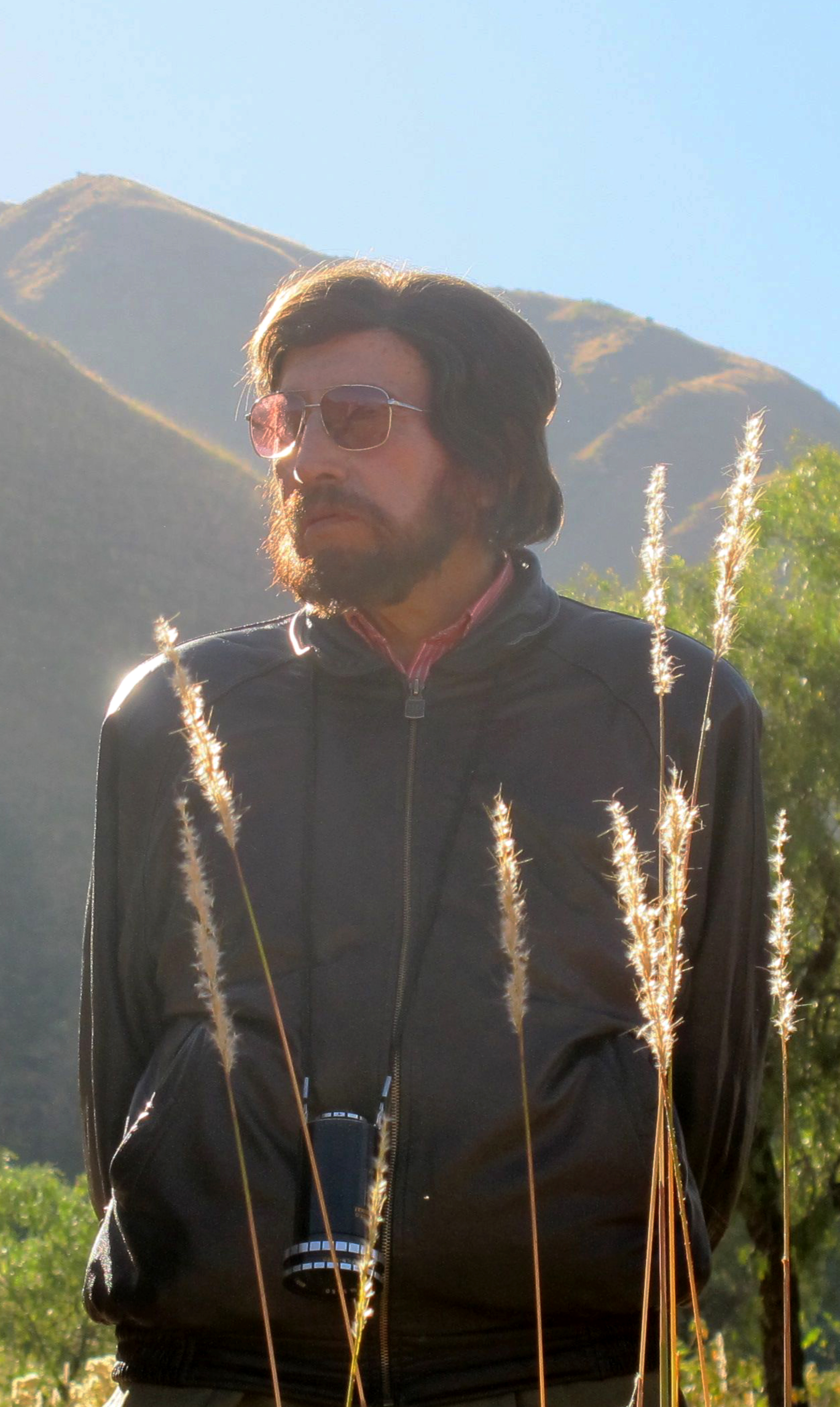
Jorge Sanjinés, 2011

Jorge Sanjinés (* 31. Juli 1936 in La Paz) ist ein bolivianischer Filmregisseur. Er war einer der bekanntesten Protagonisten des bolivianischen Films und eines militanten politischen Kinos in Lateinamerika. In seinen späteren Filmen ist seine Parteinahme für die indigene Bevölkerung in weniger agitatorischer Form ausgedrückt. Sie sind „nicht mehr einem revolutionären politischen Programm verpflichtet“.

## Leben

### Schwierige Anfänge
Sanjinés begann 1954 mit journalistischen Arbeiten in Arequipa, Peru, wohin er seinem Vater, einem Ökonomen, ins Exil gefolgt war. Schon als Jugendlicher schrieb er Kurzgeschichten, Gedichte und einen unveröffentlichten Roman. In den 1950er Jahren studierte er Philosophie und Literatur in La Paz und später Film in Chile. Während seines Studiums in Chile konnten ihn seine Eltern nicht unterstützen. „Als ich dort war, machte ich Situationen durch, in denen ich hungerte, und erlebte die elenden Lebensbedingungen der Arbeiter. Ich lebte als Arbeiter. Ich hatte Freunde unter den Arbeitern, die unter schrecklichen ökonomischen Bedingungen lebten. Ich konnte nicht verstehen, wie sie überleben konnten. Ich bezahlte für meine Filmausbildung, indem ich wie sie arbeitete. Ich glaube, dass der Kontakt mit den Phänomenen der Armut, der Unterdrückung und Ausbeutung wichtig waren für mein zukünftiges Leben, insbesondere im Hinblick darauf, welche Art von Filmen ich nach der Ausbildung machen würde.“
Nach seiner Rückkehr nach Bolivien in den frühen 1960er Jahren – das Land befand sich damals nach seinen Worten in einer „großen kulturellen Isolation“ – gründete er zusammen mit dem Drehbuchautor Oscar Soria eine Reihe von Institutionen, darunter einen Filmclub, die Filmzeitschrift Estrenos, für die Sanjinés einige Artikel über die Theorie des Filmemachens schrieb, und die Escuela Fílmica Boliviana, die erste Filmschule Boliviens. Die Filmschule wurde von der Regierung, die die Kontrolle über die Filmproduktion behalten wollte, geschlossen.
Nach einigen Werbefilmen drehten die beiden ihren ersten unabhängigen Film, den Kurzfilm Revolución, der beim Leipziger Dokumentarfilmfestival den Joris-Ivens-Preis gewann. Revolución zeigte Bilder des Elends und damit die Bedingungen, die zur Machtergreifung durch den Movimiento Nacionalista Revolucionario in der Revolution von 1952 geführt hatten, aber von dieser nicht überwunden worden waren. Revolución ist ein stummer Film und folgt der Montageästhetik Eisensteins. Er stand damit in deutlichem Kontrast zu den offiziösen Dokumentarfilmen mit voice-over-Ton, die am 1953 gleich nach der Revolution gegründeten Instituto Cinematográfico Boliviano (ICB) entstanden. Es kam zu einer Vorführung im Präsidentenpalast. Präsident Víctor Paz Estenssoro meinte, der Film sei gut aber „sehr gefährlich“. Weitere öffentliche Vorführungen von Revolución wurden verboten. Darauf folgte der mittellange Film Aysa! [Bergrutsch!], den Sanjinés in der Bergbauregion drehte. Hauptfigur des Films ist ein Minenarbeiter, der auf eigene Rechnung eine von den Bergbauunternehmen aufgegebene Mine ausbeutet und an den Folgen eines Arbeitsunfalls stirbt.
Soria hatte in den fünfziger Jahren wie die meisten anderen bolivianischen Filmleute für die United States Information Agency bzw. für die US-amerikanische Botschaft gearbeitet. Ohne finanzielle Unterstützung aus den USA war es damals aufgrund der schwierigen ökonomischen Situation praktisch unmöglich, Filme zu drehen. Die Filmemacher nutzten ihre oft autodidaktisch entwickelten Talente in diesen Koproduktionen, was von Sanjinés scharf kritisiert wurde. „Schuld an dieser Situation waren das fehlende politische Bewusstsein dieser Filmemacher, eine[r] klare[r] Haltung gegenüber den Interessen des Volkes, obwohl die Ziele der Nordamerikaner bekannt waren. Sie wurden Opfer ihrer mangelhaften ideologischen Schulung und ihrer Berufsblindheit. So überließen sie dem Feind des Landes ihr Wissen, ihre Erfahrungen, ihr Talent, all das, was sie sich in den vielen Jahren des Filmemachens unter größten Schwierigkeiten angeeignet hatten, als sie den Schnitt noch von Hand machten, das Licht mit den Augen maßen und ihre Familien weniger aßen, damit sie Filmmaterial kaufen konnten.“ (Sanjinés)
Aus der Zusammenarbeit von Soria und Sanjinés ging das Kollektiv, das sich später nach seinem ersten Spielfilm UKAMAU nannte, hervor; zu seinem Kern gehörten auch der Kameramann Antonio Eguino und der Produzent Ricardo Rada.
Über seine ersten Filme äußerte sich Sanjinés, der das politische Filmemachen stets als einen Lernprozess, der beständige Selbstkritik der Filmemacher erfordert, ansah, recht kritisch. Diese Filme hätten die Armut gewisser Schichten der Bevölkerung gezeigt, das Bürgertum an die Existenz dieser Schichten erinnert, den Armen selbst aber nichts Neues gesagt. „Erst die Vorführungen in Bergwerken und Randgebieten haben uns die Augen geöffnet und uns den richtigen Weg gewiesen. Da entdeckten wir nämlich, dass dieses Kino unvollkommen, ungenügend, begrenzt war, dass es neben technischen Mängeln auch Fehler in der Konzeption, im Inhalt enthielt. […] Wir mussten lernen: das Volk interessiert viel mehr zu wissen, wie und weshalb das Elend entsteht; wer es verursacht; wie und auf welche Weise es zu bekämpfen ist.“

### Erste Erfolge
Ukamau, der erste Spielfilm des Kollektivs, der ihm den Namen gab, entstand mit staatlichen Geldern. General Barrientos, der 1964 geputscht hatte, ließ das Instituto Cinematográfico Boliviano gleich nach seinem Putsch schließen, aber 1965 wieder eröffnen. Sanjinés wurde technischer Direktor. Die Premiere fand daher in Gegenwart der Spitzen des Staates statt, die aber von dem Ergebnis gar nicht begeistert waren und es als „Verrat“ ansahen, aus ihrer Sicht verständlich, da Sanjinés ein falsches Drehbuch eingereicht hatte. Die Geschichte eines Aymara-Indianers, der sich für die zum Tod seiner Frau führende Vergewaltigung durch einen spanischsprachigen Zwischenhändler an diesem gewaltsam rächt, wäre sonst wohl kaum finanziert wurden. Sanjinés wurde entlassen und das nationale Filminstitut geschlossen. Ukamau brach alle Zuschauerrekorde des kleinen Landes. „Erst später wurden die Kopien zerstört. Aber da hatten mehr als 300 000 Bolivianer Ukamau gesehen.“ Im Kontext des von einer tiefen kulturellen und sozialen Kluft geprägten Landes war es klar, dass mit dieser Rache nicht nur die Reaktion auf ein durch eine einzelne Person erlittenes Unrecht gemeint war. Obwohl Ukamau aufgrund „seiner strukturellen Begrenzungen, seiner Konzessionen an eine ästhetisierende Tendenz noch nicht als Film-Waffe bezeichnen konnte“, sei er doch bereits ein Aufruf „den Kampf des Volkes in einer bewusst gewalttätigen Form zu führen“ gewesen, meinte Sanjinés.
Den Erfolg von Ukamau sah das Kollektiv als Verantwortung an. Der nächste Film, Das Blut des Condors (Yawar Mallku), sollte daher den aus ihrer Sicht zentralen Konflikt thematisieren. Da die herrschende Klasse Boliviens nach ihrer Überzeugung letztlich ein Instrument des US-Imperialismus war, wollte sie diesen frontal angreifen. Dazu griffen sie die Sterilisierung indigener Frauen (ohne deren Einwilligung) durch Mitarbeiter des Peace Corps der USA auf. Sie sahen darin „[…] auch die Gelegenheit, dem Imperialismus, der für unser Volk immer nur etwa ungreifbar Abstraktes gewesen war, konkrete Gestalt zu verleihen.“ Der US-Botschaft gelang es nicht, die Vorführung von Das Blut des Condors, der überwiegend auf Quechua und zum kleineren Teil auf Spanisch gedreht wurde, zu verhindern. „Als direkte Folge der Vorführung von Yawar Mallku kann die Tatsache angesehen werden, dass die Nordamerikaner die Massenverbreitung von Empfängnisverhütungsmitteln einstellten, alle Mitarbeiter ihrer Organisation in den drei Sterilisierungszentren des Landes abberiefen. Auch wagten sie nicht, die Anklage zurückzuweisen, die gegen sie sogar von konservativen Zeitungen wie ‚Presencia’ erhoben wurde.“ 1971 wurde das Peace Corps des Landes verwiesen.
Trotz dieser praktischen Auswirkungen war das Kollektiv nicht der Meinung, mit UKAUMAU einen adäquaten filmischen Ausdruck für ihr politisches Anliegen gefunden zu haben. „[…] obwohl YAWAR MALLKU ca. 550 000 Zuschauer erreichte, besaß der Film noch keine zu aktiver Beteiligung führende Kommunikationsfähigkeit. Seine für einen Spielfilm typische Handlungsstruktur verlieh der in ihm enthaltenen Aussage einen gefährlichen Grad von Unglaubwürdigkeit.“

### Auf der Suche nach einem „revolutionären Kino“
Die traditionelle Fixierung des Spielfilms auf einen oder mehrere individuelle Helden zu überwinden, sah das Kollektiv nunmehr als entscheidende Aufgabe. Viaja a la independencia por los caminos de la muerte [Reise zur Unabhängigkeit auf den Wegen des Todes] entstand als Koproduktion mit der deutschen katholischen Fernsehproduktionsgesellschaft ‚provobis’ und kam aufgrund der fehlerhaften Entwicklung in einem Berliner Kopierwerk nie in die Kinos. Dennoch war er ein aus der Sicht Sanjinés für die Entwicklung der Gruppe entscheidender Film. „Zum erstenmal gingen wir daran, die Geschichte unseres Volkes darzustellen. […] Natürlich gibt es einige Hauptpersonen, aber sie sind eng mit dem handelnden Kollektiv verbunden. Das ist ein qualitativer Sprung, ein Bruch mit den früheren Filmen.“ Der Film zeigt einen Konflikt zwischen zwei Gruppen von Campesinos in der Regierungszeit Víctor Paz Estenssoros.
Die US-Botschaft soll diesen Konflikt bewusst geschürt haben, um die damals sehr mächtige Gewerkschaftsbewegung zu schwächen. „Unter dem Vorwand, die Ruhe wiederherzustellen, hätte so die Armee ganz nahe an das Minengebiet herangeführt werden und es mit Hilfe der manipulierten Campesinos im Handstreich nehmen können. Doch die Bergarbeiter durchschauten das Spiel. Sie umzingelten die aufmarschierende Armee und bemächtigten sich ihres Befehlshabers. Sie organisierten ein Volksgericht, das ihn zum Tode verurteilte. […] Er wurde dadurch hingerichtet, das man sechs Dynamitstangen an seinen Gürtel band und sie zündete.“
In El Coraje del Pueblo [Der Mut des Volkes] kam die Konzentration auf die kollektiv handelnden Massen noch deutlicher zum Tragen. „Der Stand des politischen Bewusstseins der bolivianischen Bergarbeiter ist zum Beispiel so hoch, dass die Möglichkeiten einer bewussten Mitwirkung unbegrenzt sind.“ Thema des Films ist ein Massaker, das 1967 nahe der Mine Siglo XX stattfand. Die Bergarbeiter spielten hier in einer Art aktiver Wiederholung (reenactment) sich selbst. „So wurde z. B. das erste Massaker aus EL CORAJE DEL PUEBLO ohne Unterbrechung gedreht, von dem Augenblick an, als die Menge den Hügel herabströmt, bis zu dem Moment, als die Schüsse fallen. […] Es waren Bilder, die das Volk geschaffen (oder besser, derer es sich erinnert) hatte; es waren Situationen, die an Ort und Stelle von Leuten verkörpert wurden, die sie zum zweiten Mal in der Turbulenz der Aktion, im Lärm der Schüsse durchlebten.“ Sanjinés zielte also bewusst auf die Identifikation der Zuschauer mit einem Kollektiv, die durch einen „emotionalen Schock“ ausgelöst werden sollte. „Dies stand im Widerspruch zu jener Kinokonzeption, die zwischen Zuschauer und Film eine ‚Distanz’ schaffen will, um den Prozess der Reflexion nicht zu beeinträchtigen. Wir waren im Gegenteil der Meinung: das Emotionale – also etwas der menschlichen Natur eigenes – ist nicht nur kein Hindernis, sondern es kann ein Mittel sein, um das Bewusstsein zu schärfen.“

### „Kommunikation mit dem Volk“
Bei der Weiterentwicklung der Filmsprache galt es die „[…] beiden Stolpersteine des Paternalismus und des Elitismus zu vermeiden. Es ging darum, die Wahrnehmung und die Repräsentation der Realität zu vertiefen, denn die Klarheit der Sprache konnte nicht aus einer bloßen Vereinfachung erwachsen, sondern musste einer luziden Synthese der Realität entspringen.“
Die Orientierung am Kollektiv – im Gegensatz zu dem als individualistisch empfundenen bürgerlichen Kino – ergab sich ebenso sehr aus dem Ziel, revolutionäre Solidarität zu provozieren, wie aus der Notwendigkeit, sich an der Mentalität der Mehrheit der Bolivianer zu orientieren, um mit ihnen kommunizieren zu können. „Wer an ein Kino für das bolivianische Volk denkt, muss davon ausgehen, dass die meisten Bewohner dieses Landes die menschlichen Beziehungen nicht vom Nützlichkeitsgesichtspunkt aus betrachten wie die herrschende Minderheit, sondern vom Gesichtspunkt der kulturellen und geistigen Integration und Wechselbeziehung. Deshalb ist für diese Mehrheit jenes Kino adäquat, das nicht von individualistischen Prinzipien und Haltungen bestimmt wird. Denn die Haltungsnormen dieser großen Mehrheit sind vom Prinzip der Gruppe, des Kollektivs durchdrungen.“
Da die Filmemacher selbst der nichtindigenen Minderheit angehörten, stießen sie bei ihm Versuch, Kino für und mit der indigenen Mehrheit zu machen, wiederholt auf Schwierigkeiten. Bei den Dreharbeiten zu Das Blut des Condors 1968 kamen sie in ein Dorf, von dem sie bisher nur einen Bewohner kannten, der in La Paz Ukamau gesehen hatte. Obwohl die Filmcrew sehr hohe Löhne zahlte, wollte zunächst keiner der Dorfbewohner in dem Film mitspielen. Die Quechua sprechenden Indigenen begegneten dem Kollektiv mit offenem Misstrauen, auch der einzige Verbindungsmann erklärte die Situation nicht. „Wir hatten gedacht, durch die Mobilisierung eines einzigen einflussreichen Mannes auch die übrigen Leute in Bewegung zu bringen, weil sie von ihm abhängig sein müssten. Wir hatten nicht begriffen, dass die Indios die Interessen des Kollektivs über die Interessen des Individuums stellen, dass für sie alle nicht gut sein konnte, was nicht für jeden einzelnen gut war […]“ Die Situation konnte nur gelöst werden, indem sich die Filmemacher demonstrativ den Entscheidungsmechanismen der Indigenen unterwarfen; in einer mehrstündigen Zeremonie unter Leitung eines Yatiri wurde mithilfe von Cocablättern entschieden, dass die Absichten der Filmleute nicht zu beanstanden seien.
Das Blut des Condors war international erfolgreich. In Bolivien selbst wurde der Film von der Mittelschicht positiv aufgenommen „[…] aber nicht von den Bauern in Bolivien, die ihn als Einmischung der dominanten Kultur in ihre Realität empfanden. Jorge Sanjinés zufolge war es noch ein Film, der von einer verschiedenen kulturellen Perspektive über ihr Problem gemacht worden war. Das Niveau der Sprache und die dramatische Struktur von Yawar Mallku folgen einer vertikalen Ausrichtung. Die Art des Dialogs in den Film musste von allen Beteiligten gelernt werden, denn der Ansatz war gänzlich eine westlicher, klassisch europäischer.“

### Filme im Exil
Als Hugo Banzer Suárez 1971 gegen General Torres putschte, war Sanjinés in Europa und hatte gerade die Postproduktion von El coraje del Pueblo beendet. Die neue Regierung verbot die Vorführung des Films und Sanjinés blieb bis 1979 im Exil. 1972 schrieb er nach der Vorlage der Lebensgeschichte des peruanischen Quechua-Bauernführers Saturnino Huillca Quispe das Drehbuch für El enemigo principal. Der Film, gedreht unter Beteiligung von Huillca Quispe in einem Dorf in den Anden Perus in der Zeit der Landreform unter der Revolutionären Regierung der Streitkräfte unter Juan Velasco Alvarado, kam 1973 heraus und erhielt zahlreiche Preise. International weniger bekannt ist Fuera de aquí, den Sanjinés zusammen mit seiner Frau Beatriz Palacios in Ecuador schrieb. Es handelte sich um eine Koproduktion mit der Universität von Los Andes (Merida, Venezuela), Universität von Quito sowie mit Arbeiterorganisationen und Bauern Ecuadors. „Fuera de Aquí erreichte ein großes Publikum und Untersuchungen der Universität von Quito zufolge wurde er innerhalb eines Zeitraums von 5 Jahren von fünf Millionen Menschen diskutiert.“
„Auch Fuera de Aquí wurde in Quechua und Spanisch gedreht. Der Film handelt von einer Gruppe amerikanischer Missionare, die in die Andengemeinde Kalakala gehen. […] Während die Missionare den Indianern mit Medizin helfen, machen sie auch mineralogische Studien über das Gebiet.“ Schließlich taucht, begleitet von den bolivianischen Autoritäten, eine amerikanische Firma auf, die das ganze Gebiet kaufen will. Einige Indigene willigen ein, andere weigern sich und werden ermordet. Die überlebenden Indigenen werden in eine Wüste umgesiedelt, wo einige an Kälte und Hunger sterben. Als sie dagegen protestieren und fordern, zurückkehren zu können, werden sie von der bolivianischen Armee massakriert.

### Nach der Rückkehr
1979 konnte Sanjinés nach Bolivien zurückkehren und in Mexiko sein Buch Teoría y práctica de un cine junto al pueblo [Theorie und Praxis eines Kinos nahe dem Volk] publizieren. Die politische Situation in Bolivien blieb instabil und im Juli 1980 kam es zu einem besonders blutigen Putsch. „Dieser Putsch durch General Luis Gracia Meza hatte enorme Auswirkungen auf das bolivianische Kino, die gesamte Filmproduktion kam zum Stillstand.“ Der Filmkritiker Luis Espinal wurde entführt, gefoltert und ermordet. Sanjinés ging erneut ins Exil und kehrt 1982 nach der Rückkehr zur zivilen Herrschaft in das Land zurück. Der Dokumentarfilm Las banderas de amanecer [Die Flaggen des Tagesanbruchs] schildert den Kampf des bolivianischen Volkes in den Jahren 1979 bis 1982. Sanjinés erhielt verschiedene Auszeichnungen von Arbeiterorganisationen.

### Engagement für das lateinamerikanische Kino
Bereits seit 1967 ist Sanjinés Mitglied des Komitees lateinamerikanischer Filmemacher (Comité de Cineastas de América Latina). 1985 beteiligte er sich an der Gründung der Fundación del Nuevo Cine Latinoamericano.

### Ein neuer Filmstil – La nación clandestina
Im November 1987 begann Sanjinés La nación clandestina zu drehen. Dieser Film ist in einem für Sanjinés neuen Stil gedreht. Unter den Vorbildern, die ihn als Regisseur beeinflusst haben, nennt Sanjinés Francesco Rosi, Satyajit Ray und Theo Angelopoulos. Angelopoulos beeinflusste Sanjinés’ visuellen Stil am meisten. „In Angelopoulous’ Filmen wird die Kamera zu einem Zuschauer dessen, was geschieht und bewegt sich zwischen den Schauspielern, mit dem Resultat, dass die Zuschauer Teilnehmer des Akts des Filmemachens werden.“
In La nacion clandestina versuchte Sanjinés zum ersten Mal, seine filmische Vision so umzusetzen, dass er jede Szene in einer einzigen Einstellung drehte. In diesem Film arbeitet Sanjinés mit professionellen Schauspielern und mit ‚Laien’. Die Einstellungen sind bis zu 5 Minuten lang, was monatelange Proben mit der Videokamera mit den Schauspielern erforderte.
Die geheime Nation sind die Aymara, über die die spanischsprachigen Bewohner La Paz’ wenig wissen. In der Hauptstadt lebt der Held des Films, ein Aymara-Indianer, der von seiner Gemeinde verstoßen wurde, da er als Verräter angesehen wurde, nachdem er Teil der dominanten spanischen Kultur, Soldat und Paramilitär wurde. Im Laufe des Films kehrt die Hauptfigur zu ihrer Gemeinde zurück.
La nación clandestina wurde von der Kritik positiv aufgenommen. „Es handelt sich dabei um eine Art reife und von der gesamten vorhergehenden Laufbahn gereinigte Synthese.“

### Para recibir el canto de los pájaros – ein selbstreflexiver Film
Auch Para recibir el canto de los pájaros (Das Lied der Vögel) ist ein Film über den Zusammenprall zweier Kulturen und zwar gleich in gedoppelter Weise. Es ist ein Film über das Drehen eines Filmes. Thema des Films im Film ist die Zerstörung der Kultur und die Grausamkeit der Spanier bei der Conquista. Die Konflikte, zu denen es zwischen dem Filmteam und den als Komparsen vorgesehenen Indigenen kommt, ähneln jenen, die Sanjinés beim Drehen von Das Blut des Condors erlebt hatte. aus.

### Los hijos del último jardín
Der 2004 veröffentlichte Spielfilm handelt von einer Gruppe von Jugendlichen in La Paz. Sanjinés wollte einen Film machen, der sich an jüngere Leute wendet, da dieser Teil des Publikums „der Teil der Gesellschaft ist, der am stärksten von der kulturellen Gleichschaltung betroffen ist“. Die Jugendlichen bieten das Geld, das sie beim Einbruch in die Villa eines Spitzenpolitikers erbeutet haben, einer Aymara-Gemeinde an, obwohl sie es selbst bzw. ihre Verwandten dringend brauchen könnten. Die Aymara-Gemeinde lehnt nach langer Beratung ab. Die Kritik reagierte zwiespältig.
[…]

### Die alten Soldaten
Sanjinés’ bisher letzter Spielfilm Los viejos soldados („Die alten Soldaten“) erzählt eine Geschichte aus dem Chacokrieg Boliviens gegen Paraguay in den 1930er Jahren und handelt von der Freundschaft über soziale Klassengrenzen hinweg zwischen einem idealistischen jungen Mestizen aus der Stadt und einem zwangsrekrutierten Indigenen, die sich gegenseitig das Leben retten und auf der Flucht vor ihren Vorgesetzten und feindlichen Truppen im Urwald des Gran Chaco gemeinsam überleben. Die Geschichte basiert auf Kriegserlebnissen eines Onkels von Sanjinés. Sein Vater war während des Chacokriegs als Spion in Paraguay tätig. Der Film entstand während der Umbrüche nach dem Sturz von Evo Morales und der COVID-19-Pandemie in Bolivien und wurde von Sanjinés im Verlauf des Projekts zunehmend als Beitrag zur Überwindung gesellschaftlicher Spaltungen betrachtet. Um dieses Ziel zum Ausdruck zu bringen, änderte der Regisseur noch während der Dreharbeiten das Ende des Films und drehte anstelle des ursprünglich vorgesehenen negativen Ausgangs ein Happy End. Der Film wurde Ende 2022 in Havanna uraufgeführt und lief ab dem 29. Februar 2024 für 18 Wochen in den bolivianischen Kinos. Er wurde innerhalb Boliviens stark beachtet, während er international zunächst kaum rezipiert wurde, weil das Thema als zu eng auf die Lokalgeschichte bezogen empfunden wird. Im Juli 2024 wurde er auch außerhalb Boliviens mit englischen, französischen und arabischen Untertiteln veröffentlicht.

## Filme
- Revolución, Dokumentarfilm, 1963
- Ukamau, Spielfilm, 1966 – eine deutsche Fassung wurde für das ZDF erstellt
- Das Blut des Condors, 1969
- El Coraje del pueblo, 1971
- El enemigo principal, 1973
- Llocsi Caimanta, Fuera de Aquí, 1977
- Las banderas del amanecer, 1984
- La nación clandestina, 1989
- Para recibir el canto de los pájaros – To hear the birds singing, 1995
- Los hijos del último jardín, 2004
- Los viejos soldados, 2022

## Schriften und Interviews (chronologisch)
- Un cine militante in: Cine Cubano, Nr. 68, S. 45–47, La Habanna 1971
- El coraje del pueblo – Apuntes y observaciones; in: Cine Cubano, Nr. 71/72, S. 46–51, La Habana 1971
- La experienca boliviana; in: Cine Cubano, Nr. 76/77, S. 1–15, La Habanna 1972
- La busquesda de un cine popular; in: Cine Cubano, Nr. 89/90, S. 60–64, La Habanna 1974
- The Courage of the People: An Interview with Jorge Sanjinés, Cinéaste, (Spring 1974), 27–39.
- (mit Oscar Zambrano) Kino für das Volk – die bolivianische Erfahrung in: Kino und Kampf in Lateinamerika. Zur Theorie und Praxis des politischen Kinos, hrsg. von Peter B. Schumann, München: Carl Hanser Verlag 1976, S. 144–167
- Das Volk-Protagonist der Geschichte (nach "Cine Cubano" n93:126-32 1977). Film und Fernsehen 7 n8 (1979): 47–51
- Teoría y práctica de un cine junto al pueblo, México: Siglo Veintiuno Ed., 1979, engl. Theory and practice of a cinema with people, Willimantic, CT: Curbstone Press; New York, NY, 1989
- Para ser verdaderamente bolivianos tenemos que estar integrados a la vida de las mayorias: una entrevista al cineasta boliviano Jorge Sanjinés, Interview mit Romualdo Santos in: Cine cubano. - La Habana. – Nr. 98.1980, S. 56–61[44]
- Ort des Gedächtnisses. Film und Fernsehen 11 n9 n/a (1983): 57–60
- Revolutionary Cinema: The Bolivian experience in: Julianne Burton (ed.): Cinema and Social Change in Latin America. Conversations with Filmmakers, Austin: University of Texas Press, 1986, S. 35–48
- Interview mit José Sànchez-H in: Sànchez-H. 1999: 98–108
- Modernität und indigene Welt in: Wolpert 2001: 225–228
- „Wichtig ist der kulturelle Spiegel.“ Interview mit Jorge Sanjinés über indigenes und bolivianisches Kino; in: ila, Nr. 292, Februar 2006, S. 10–11

## Sekundärliteratur
- Leon G. Campbell, Carlos E. Cortes: Film as a revolutionary weapon: a Jorges Sanjines retrospective. History Teacher 12 n3 (1979): 383–402.
- Jose Sanchez H: Neo-realism in contemporary Bolivian cinema: a case study of Jorge Sanjines's Blood of the condor and Antonio Eguino's Chuquiago, Dissertation, 1983.
- Peter B. Schumann, Rita Nierich: Voraussetzung für das Verständnis sind Interesse an und Achtung gegenüber der anderen Kultur. Filmbulletin (Schweiz) 33 n4 (n178) (1991): 56–63 –
- Michele L Lipka: Filmmaking and the making of a revolution: Jorge Sanjines, the Ukamau group, and the New Latin American Cinema, University of California, Santa Barbara, 1999
- José Sànchez-H.: The Art and Politics of Bolivian Cinema, Scarecrow Press 1999, ISBN 0-8108-3625-4 (Kapitel über Sanjinés S. 77–108)
- El cine de Jorge Sanjinés. Santa Cruz, Bol.: Fundación para la Educación y Desarrollo de las Artes y Media - FEDAM, 1999.
- Peter Strack: „Doppelt ist nicht immer besser. Los hijos de ultimo jardin von Jorge Sanjinés“ in: ila, Nr. 292, Februar 2006, S. 11
- Pedro Susz K.: 100 Jahre Film in Bolivien. In: Rafael Sevilla u. a. (Hrsg.): Bolivien – das verkannte Land? Bad Honnef: Horlemann, 2001, S. 197–220.
- Bernd Wolpert: Vom Revolutionskino zum Kino der kulturellen Begegnung: Das Werk des Jorge Sanjinés. In: Rafael Sevilla u. a. (Hrsg.): Bolivien – das verkannte Land? Bad Honnef: Horlemann, 2001, S. 221–228. Mit einem Text von Sanjinés
- D. M. Wood: Indigenismo and the Avant-garde: Jorge Sanjines' Early Films and the National Project, BULLETIN OF LATIN AMERICAN RESEARCH, 25, no. 1, (2006): 63–82
- Franziska Näther: Jorge Sanjinés und sein Werk, www.quetzal-leipzig.de (Januar 2009, abgerufen am 21. Juni 2015)

## Nachweise
1. ↑  Näther 2009
2. ↑  Sànchez-H 1999:77
3. ↑  Sànchez-H 1999: 99
4. ↑  Sànchez-H 1999: 77
5. ↑  Sànchez-H 1999: 78-79
6. ↑  Zu Revolución und Ukamau im Kontext der damaligen Bemühungen eine nationale Identität zu konstruieren vgl. Wood 2006
7. ↑  Sànchez-H 1999: 80-81
8. ↑  Sànchez-H 1999: 81-82
9. ↑  Sanjinés 1976: 144-145
10. ↑  Sanjinés 1986: 48
11. ↑  Sanjinés 1976: 147
12. ↑  Sanjinés 1986: 48
13. ↑  Sanjinés 1976: 147
14. ↑  Sanjinés 1976: 148
15. ↑  Sanjinés 1976: 149
16. ↑  Sanjinés 1976: 150
17. ↑  vgl. den Artikel von Ken Rustad peacecorpsonline.org abgerufen am 15. Mai 2009
18. ↑  Sanjinés 1976: 151
19. ↑  Sanjinés 1976: 167
20. ↑  Sanjinés 1976: 153
21. ↑  Sanjinés 1976: 154
22. ↑  Sànchez-H 1999: 85
23. ↑  Sanjinés 1976: 154
24. ↑  Sanjinés 1976: 155
25. ↑  Sanjinés 1986: 41
26. ↑  Sanjinés 1976: 156
27. ↑  Sanjinés 1976: 159-160
28. ↑  Erst im Nachhinein entschied das Kollektiv, dass es besser gewesen wäre, das Drehbuch beiseitezulegen, um einen Film über diese Erfahrung zu drehen. (Sanjinés 1986: 47) Sanjinés hat diesen Film gewissermaßen nachgeholt, indem er mit Para recibir el canto de los pájaros einen Film über das Filmen eines Films zusammen mit Indigenen drehte.
29. ↑  Sànchez-H 1999: 91
30. ↑  Sànchez-H 1999: 86
31. ↑  Sànchez-H 1999: 87
32. ↑  Sànchez-H 1999: 87-88
33. ↑  vgl. Sànchez-H 1999: 87-88
34. ↑  vgl. Sànchez-H 1999: 89
35. ↑  Sànchez-H 1999: 78
36. ↑  Sànchez-H 1999: 101-102
37. ↑  Susz K 2001: 213
38. ↑  vgl. Sànchez-H 1999: 97-97 und Sanjinés 1976: 156-160 Para recibir löste „eine enorme Polemik in Bezug auf den ideologischen Standort des Regisseurs“ Susz K 2001: 215 vgl. zu der Haltung des älteren Sanjinés: Sanjinés 2001
39. ↑  Sanjinés’ 2006:10
40. ↑  vgl. Strack 2006:11
41. ↑  Peter Strack: Aufhören, fremd zu sein. In: Die Tageszeitung, 26. April 2023, abgerufen am 24. Juli 2024 (Interview mit Valquiria de la Rocha).
42. ↑  Peter Strack: Werte für eine Welt im Umbruch. In: Die Tageszeitung, 19. Juli 2024, abgerufen am 24. Juli 2024 (Interview mit Pedro Lijerón).
43. ↑  Trailer und Bezugsmöglichkeiten des Films auf Vimeo.
44. ↑  zu weiteren Interviews vgl. Kino und Kampf in Lateinamerika. Zur Theorie und Praxis des politischen Kinos, hrsg. von Peter B. Schumann, München: Carl Hanser Verlag 1976, S. 238